# 福善镇 (达州市)
福善镇，是中华人民共和国四川省达州市达川区下辖的一个乡镇级行政单位。

## 行政区划
福善镇下辖以下地区：
街道社区、圣学村、牌坊村、四合村、刘家村、八庙村、石堰村、王家村、清河村、关家村、桥亭村和莲花村。